# سولباکتام
سولباکتام (انگلیسی: Sulbactam) یک مهار کننده بتالاکتاماز است که همراه با آنتی‌بیوتیک‌های بتا-لاکتام مورد استفاده قرار می گیرد و از تخریب ساختار آنتی بیوتیک در اثر آنزیم بتالاکتاماز جلوگیری می کند.